# Marbres d'Ascoli Satriano

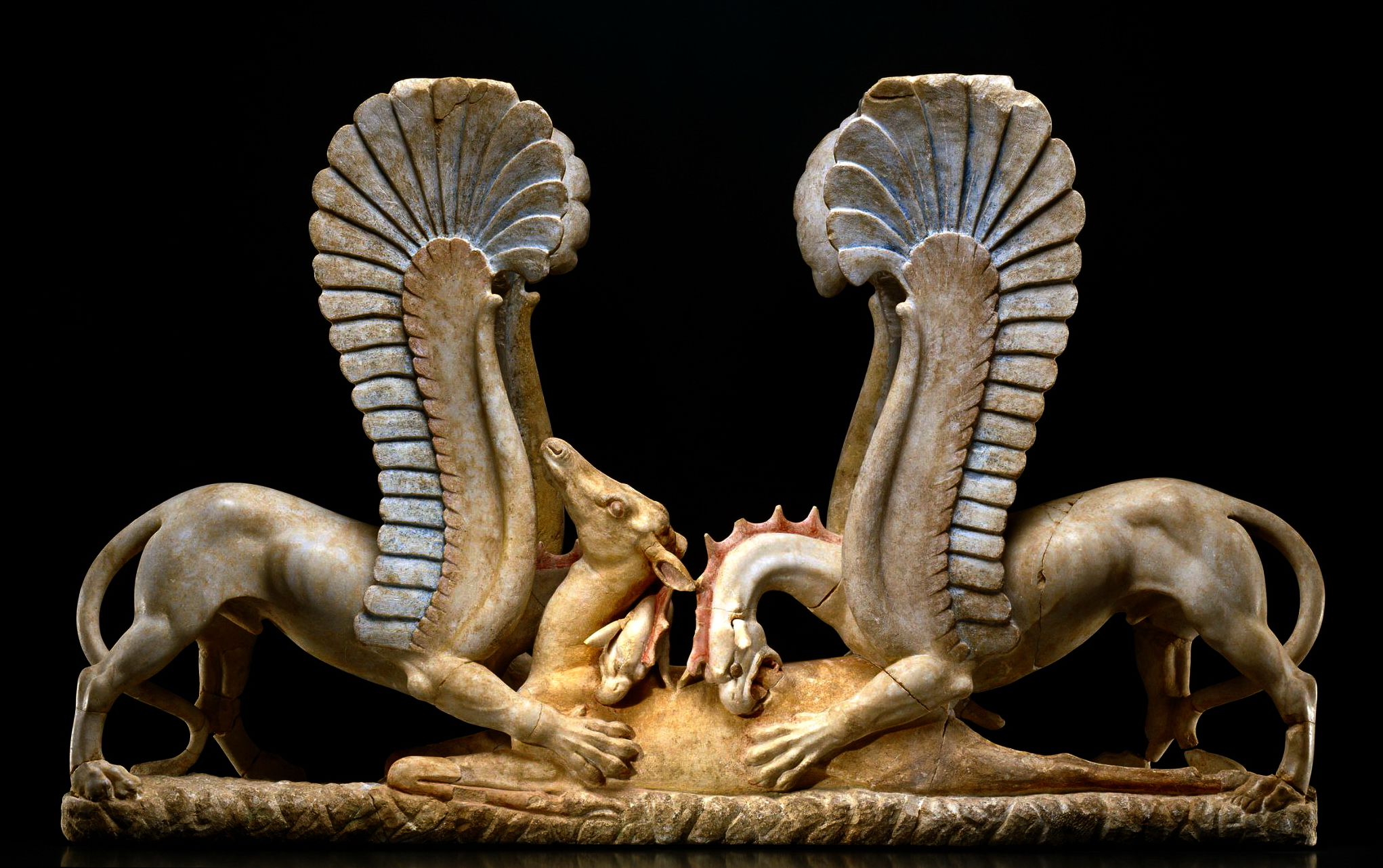
Trapezophoros

Amb el nom de Marbres d'Ascoli Satriano la historiografia es refereix als principals objectes artístics trobats en un jaciment arqueològic de la Pulla datat del segle iv abans de la nostra era al poble d'Ascoli Satriano, a la Daunia, dins una tomba de cambra de l'elit principesca dels daunis.
El conjunt consta d'uns objectes tallats en marbre: un crater decorat amb una corona d'or, un podanipter (bací ritual pintat), un trapezophoros (suport de taula -excepcional, que representa dos grius devorant un cérvol-), unes mènsules i peces menors. D'època posterior (segle ii ae) és una estàtua d'Apol·lo amb grius, no associada arqueològicament, sinó per haver estat trobada a la rodalia.
Els objectes van ser probablement desenterrats entre el 1976 i el 1977 per excavadors clandestins. Es van trobar 21 objectes de diferent naturalesa, que van temptar d'introduir en el mercat. Algunes peces foren confiscades per la Guardia di Finança, mentre que les més valuoses, el trapezophoros i el podanipter, foren venuts al mercader d'art Giacomo Mèdici, que els va fer arribar il·legalment a la col·lecció de Maurice Tempelsman, des de la qual anaren a parar al Museu J. Paul Getty, que també va adquirir l'estàtua d'Apol·lo. El 2007 el conjunt retornà a Itàlia.